# ジョン・カンフィールド・スペンサー

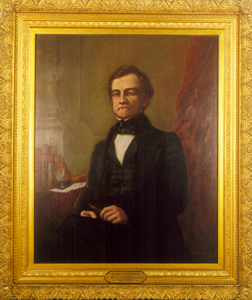
ジョン・スペンサーの肖像画

ジョン・カンフィールド・スペンサー（John Canfield Spencer, 1788年1月8日 - 1855年5月18日）は、アメリカ合衆国の政治家。ジョン・タイラー大統領の下で陸軍長官と財務長官を歴任した。

## 生涯

### 青年期
1788年、スペンサーはニューヨーク州ハドソンにおいて、アンブローズ・スペンサーの息子として誕生した。1807年、スペンサーは法律を学ぶためニューヨーク州オールバニにおいて当時のニューヨーク州知事ダニエル・トンプキンズの秘書となり、1809年に弁護士の認可を受けた。また同年、エリザベス・スコット・スミスと結婚した。その後スペンサーは1811年にニューヨーク州カナンデーグアで弁護士業を開業した。

### 議会議員時代
1815年、スペンサーはニューヨーク州副検事総長に就任し、ニューヨーク州西部の5つの郡で地方検事を務めた。そして1817年から1819年までアメリカ合衆国下院議員を務め、第二合衆国銀行の運営に関する委員会で初代頭取ウィリアム・ジョーンズの放漫な経営を批判した。1819年、スペンサーはアメリカ合衆国上院議員として推薦を受けたが、投票によって敗れた。その後、1820年から1822年までニューヨーク州下院議員を、1825年から1828年までニューヨーク州上院議員を、それぞれ務めた。
1829年、スペンサーは反フリーメイソンの急先鋒であったウィリアム・モーガンの失踪事件を調査する特別検察官となり、その後1831年から1833年まで再びニューヨーク州下院議員を務めた。そして1837年、居をオールバニに移した。
1838年、スペンサーはフランスの政治思想家アレクシス・ド・トクヴィルが著した『アメリカの民主政治』の英語版を出版した。翌1839年、スペンサーはニューヨーク州州務長官を務めた後、ジョン・タイラー大統領の下でアメリカ合衆国陸軍長官とアメリカ合衆国財務長官を歴任した。

### 閣僚時代
スペンサーは1841年から1843年までアメリカ合衆国陸軍長官を務めた。スペンサーは陸軍長官として、イギリスとの間の共同量誘致であったオレゴンにどのようなかたちで国境線を引くかという問題に取り組んだ。自然の良港に富むピュージェット湾を獲得し、そこに海軍基地と中国貿易の拠点を作ろうと考えていた合衆国は、北緯49度線を国境として主張した。だがコロンビア川までを獲得したいと考えていたイギリスはこの要求に応じなかったため、合衆国内の膨張主義者からは戦争の声さえ上がるようになった。スペンサーはこのような合衆国内の気運に対し、あくまで穏便に解決することを第一に掲げ、イギリスとの折衝に努めた。
スペンサーは1843年から1844年までアメリカ合衆国財務長官を務めた。財務長官就任後間もなく、スペンサーは直近3年間の国庫の歳出が、歳入を大幅に上回っていることを発表した。スペンサーは前任のウォルター・フォワードと同様、関税を重要視し、国内税ではなく関税の増税によって連邦政府の赤字を穴埋めすべきであると考え、茶やコーヒーなどの商品に対する関税率の引き上げを遂行した。その結果、1842年には1998万ドルであった歳入が1844年には2932万ドルに増加し、520万ドルの赤字から698万ドルの黒字へと、財政収支を大幅に好転した。
だが南部の利益を追求したタイラー政権において唯一の北部出身者であったスペンサーは、タイラーの下で務めることを徐々に困難に思うようになっていった。そしてタイラー大統領がテキサス併合を打ち出すとスペンサーはそれに反対の意思を表明し、1844年に財務長官を辞任した。

### 晩年
財務長官退任後、スペンサーはアメリカ合衆国最高裁判所長官に推薦されたが、上院によりスペンサーの就任は拒否された。その後1855年、スペンサーはニューヨーク州オールバニで死去した。スペンサーの遺体は同市内のオールバニ田園墓地に埋葬された。